# 伊珀斯海姆
伊珀斯海姆是德国巴伐利亚州的一个市镇。总面积23.57平方公里，总人口1078人，其中男性540人，女性538人（2011年12月31日），人口密度46人/平方公里。